# Богдашићи (Билећа)
Богдашићи су насељено мјесто у општини Билећа, у Републици Српској, Босна и Херцеговина. Према попису становништва из 1991. у насељу је живјело 64 становника. На попису становништва 2013. године, према подацима Агенције за статистику Босне и Херцеговине пописано је 45 становника.

## Становништво
| Националност       | 1991. | 1981. | 1971. | 1961. |
| Срби               | 62    | 59    | 104   | 156   |
| Југословени        | 1     | 9     |       |       |
| Црногорци          |       |       | 7     | 7     |
| остали и непознато | 1     |       |       |       |
| Укупно             | 64    | 68    | 111   | 163   |

| Демографија | Демографија | Демографија |
| Година      | Становника  | Становника  |
| ----------- | ----------- | ----------- |
| 1948.       | 157         |             |
| 1953.       | 178         |             |
| 1961.       | 163         |             |
| 1971.       | 111         |             |
| 1981.       | 68          |             |
| 1991.       | 64          |             |

## Знамените личности
- Славко Алексић, српски четнички војвода
- Шћепан Алексић, српски књижевник и новинар